# Maria Georgina Vallín Gómez
Maria Georgina Vallín Gómez es una catedrática y política mexicana, es miembro del Partido Acción Nacional (PAN), fue regidora y diputada de la LXX Legislatura del Estado de Michoacán.

## Carrera política
Su participación en el Partido Acción Nacional, se remonta a enero de 1980, apoyando a las campañas Presidenciales de Pablo Emilio Madero, Manuel J. Clouthier, Diego Fernández de Cevallos, Vicente Fox Quezada, Felipe Calderón Hinojosa; en las campañas en el estado de Michoacán, Felipe Calderón Hinojosa, Salvador López Orduña; en la ciudad de Morelia, Luisa María Calderón Hinojosa, Rafael Castelazo, Juan Luis Calderón Hinojosa.
Ha sido Candidata en 1983 a Diputada. Suplente por el Distrito de Puruándiro, en 1992 a Regidora en la campaña de Luisa María Calderón Hinojosa, en 1995 a Regidora en la campaña de Salvador López Orduña, en 2001 a Diputada Suplente con el Lic. José Luis Marín Soto por distrito XVII, en 2004 a Diputada Suplente con Ing. Alfonso Martínez Alcázar distrito XVII.
Fue Regidora de la Ciudad de Morelia en el periodo 1996-1998 durante la administración de Salvador López Orduña y Diputada Suplente por el distrito XVII en el periodo 2005-2007 del Congreso Local del estado de Michoacán.
Es una de las mujeres más destacadas del panismo del Estado de Michoacán, donde ha logrado una especial cercanía con los líderes como Francisco J. Morelos Borja, Luisa María Calderón Hinojosa, Salvador López Orduña, José Luis Marín Soto, Juan Luis Calderón Hinojosa, Luis Mejía Guzmán, Carlos Macouzet Zamacona, Lilia Gómez de Vallin, así como Felipe Calderón Hinojosa.
Durante su estancia como Diputada de la LXX Legislatura del Estado de Michoacán de Ocampo, perteneció a las Comisiones de Educación, Ciencia y Tecnología, Desarrollo Económico y Atención Ciudadana y Gestoría de la cual fue Presidenta.
Como integrante de la Comisión de Educación, defendió la educación privada como la pública, sus derechos y obligaciones.
La Lic. Vallín Gómez, fue Pre Candidata para la designación del Comité Ejecutivo Nacional del Partido Acción Nacional para la Diputación Federal por el Distrito X de Morelia para las elecciones del 2009, siendo su suplente Sergio Tirado Castro, en la que resultó designada Laura M. Suárez González.
En la actualidad apoya la candidatura ciudadana para las elecciones del 2011 del abogado y empresario Alejandro González Cussi, para contender por la Diputación Local en la LXXII Legislatura de Michoacán.